# Paiján
Paiján (del mochica Paycaem)es una localidad peruana ubicada en el distrito de Paiján en la provincia de Ascope del departamento La Libertad. Se encuentra a unos 63 km al norte de la ciudad de Trujillo.

## Descripción
Paiján es capital del distrito del mismo nombre, se encuentra a 11.50 km de distancia de Chocope. En Paiján comienza la carretera hacia el distrito de Razuri que se dirige hacia el Puerto Malabrigo; asimismo la carretera Panamericana Norte conecta a Paiján con San Pedro de Lloc, en la provincia de Pacasmayo.
Paiján se localiza sobre un valle en el que se han encontrado grandes puntas bifaciales de piedra, talladas por un solo lado y poco trabajadas, a manera de cuchillos. La ciudad es famosa por su prestigiosa escuela de caballos de paso Picaderos.